# Liste der Europameister im Zweier-Kunstradfahren der Männer
Liste der Europameister im Zweier-Kunstradfahren der Männer / offene Klasse
Bis 1985 wurden Europameisterschaften im Zweier-Kunstradfahren der Männer ausgetragen. Danach wurde aus der Europameisterschaft eine Weltmeisterschaft.
Ab 2018 wurde die Europameisterschaft neu aufgelegt.
2007 wurde aus der Disziplin Zweier Kunstradfahren der Männer national für Mix-Paare geöffnet. Sie nennt sich „Zweier Kunstradfahren der offene Klasse“. Ab 2008 wurde die Klasse international eingeführt.
| Jahr | Ort der Europameisterschaft | Gold                           | Silber                               | Bronze                               |
| ---- | --------------------------- | ------------------------------ | ------------------------------------ | ------------------------------------ |
| 1958 | Karl-Marx-Stadt             | Stapf & Schröder               |                                      | Helmut Pittermann & Horst Schrödter  |
| 1959 | Stuttgart                   | Monschau & Weinreis            | Helmut Pittermann & Horst Schrödter  |                                      |
| 1960 |                             | Monschau & Weinreis            |                                      |                                      |
| 1961 | St. Gallen                  | Binder & Plewa                 |                                      | Günter Koch & Dieter Koch            |
| 1962 | Wien                        | Binder & Plewa                 | Helmut Pittermann & Horst Schrödter  | Monschau & Weinreis                  |
| 1963 | Basel                       | Binder & Plewa                 | Helmut Pittermann & Horst Schrödter  | Günter Koch & Dieter Koch            |
| 1964 |                             | Monschau & Weinreis            | Kaiser & Letzig                      |                                      |
| 1965 | Prag                        | Monschau & Weinreis            | Helmut Pittermann & Horst Schrödter  | Kaiser & Letzig                      |
| 1966 | Kölln                       | Monschau & Weinreis            | Vollmer & Metz                       | Helmut Pittermann & Horst Schrödter  |
| 1967 |                             | Monschau & Weinreis            | Vollmer & Metz                       | Rohner & Spiess                      |
| 1968 |                             | Kaiser & Wenz                  | Monschau & Weinreis                  | Albert Fleisch & Oskar Fleisch       |
| 1969 |                             | Kral & Lauterbach              | Röhr & Röhr                          | Monschau & Weinreis                  |
| 1970 |                             | Vollmer & Metz                 | Monschau & Weinreis                  | Kral & Lauterbach                    |
| 1971 |                             | Klaus Vollmer & Jürgen Metz    | Monschau & Weinreis                  | Imhof & Mohn                         |
| 1972 |                             | Monschau/Weinreis              | Ott & Rogles                         | Imhof & Mohn                         |
| 1973 |                             | Peter Ott & Rogles             | Klaus Vollmer & Jürgen Metz          | Imhof & Mohn                         |
| 1974 |                             | Peter Ott & Rogles             | Klaus Vollmer & Jürgen Metz          | Imhof & Mohn                         |
| 1975 |                             | Reinhold Korn & Rudolf Fries   | Klaus Vollmer & Jürgen Metz          | Herbert Bechtold & Reinhard Bechtold |
| 1976 |                             | Reinhold Korn & Rudolf Fries   | Klaus Vollmer & Jürgen Metz          | Imhof & Mohn                         |
| 1977 |                             | Reinhold Korn & Rudolf Fries   | Peter Ott & Manfred Fissler          | Imhof & Maggi Schweiz                |
| 1978 |                             | Reinhold Korn & Rudolf Fries   | Peter Ott & Manfred Fissler          | Imhof & Mohn                         |
| 1979 | Schiltiheim                 | Reinhold Korn & Rudolf Fries   | Rolf Halter & Helmut Schneider       | Kühne & Kühne                        |
| 1980 | Rheinfelden                 | Reinhold Korn & Rudolf Fries   | Peter Ott & Manfred Fissler          | Kühne & Kühne                        |
| 1981 | Herrlen                     | Rolf Halter & Helmut Schneider | Wolfgang Frankort & Walter Frankort  | Gert Fleisch & Roland Fleisch        |
| 1982 | Wiesbaden                   | Rolf Halter & Helmut Schneider | Harald Merget & Alexander Korn       | Gert Fleisch & Roland Fleisch        |
| 1983 | Wien                        | Rolf Halter & Helmut Schneider | Gert Fleisch & Roland Fleisch        | Harald Merget & Alexander Korn       |
| 1984 | Schiltigheim                | Markus Dreher & Armin Jurisch  | Hans-Pattrik Berger & Stefan Kellner | Gert Fleisch & Roland Fleisch        |
| 1985 | St. Gallen                  | Markus Dreher & Armin Jurisch  | Hans-Pattrik Berger & Stefan Kellner | Gert Fleisch & Roland Fleisch        |
| 2018 | Wiesbaden                   | Patrick Tisch / Nina Stapf     | Lukas Burri / Fabienne Hammerschmidt | Christian Schmidt / Sonja Kliehm     |